# Pałac w Czerwięcicach
Pałac w Czerwięcicach – zabytkowy neorenesansowy pałac z 1892 r., znajdujący się w Czerwięcicach w powiecie raciborskim, w województwie śląskim.

## Opis
Pałac wybudowany został w 1892 r. z inicjatywy Wiktora von Wrochema (1844-1910). Po jego śmierci pałac wraz z majątkiem odziedziczyła córka Zofia (1884-1965), zamężna z Hansem von Schimonsky. Budowla otoczona była ogrodem i parkiem. Obecnie zachował się jedynie park z okazami starodrzewia. Pałac należał do rodziny von Schimonsky do 1945 r., kiedy opuścili oni Czerwięcice. W czasie II wojny światowej w pałacu mieścił się sztab niemiecki, a antenę radiostacji można zobaczyć do dzisiaj. Budowla obecnie należy do osoby prywatnej.

## Galeria

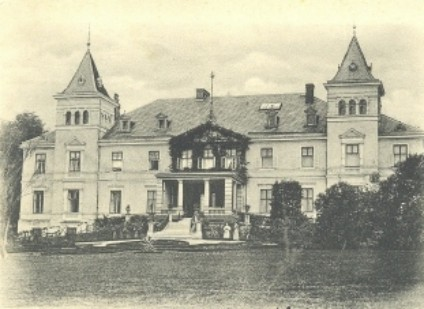
Pałac dawniej
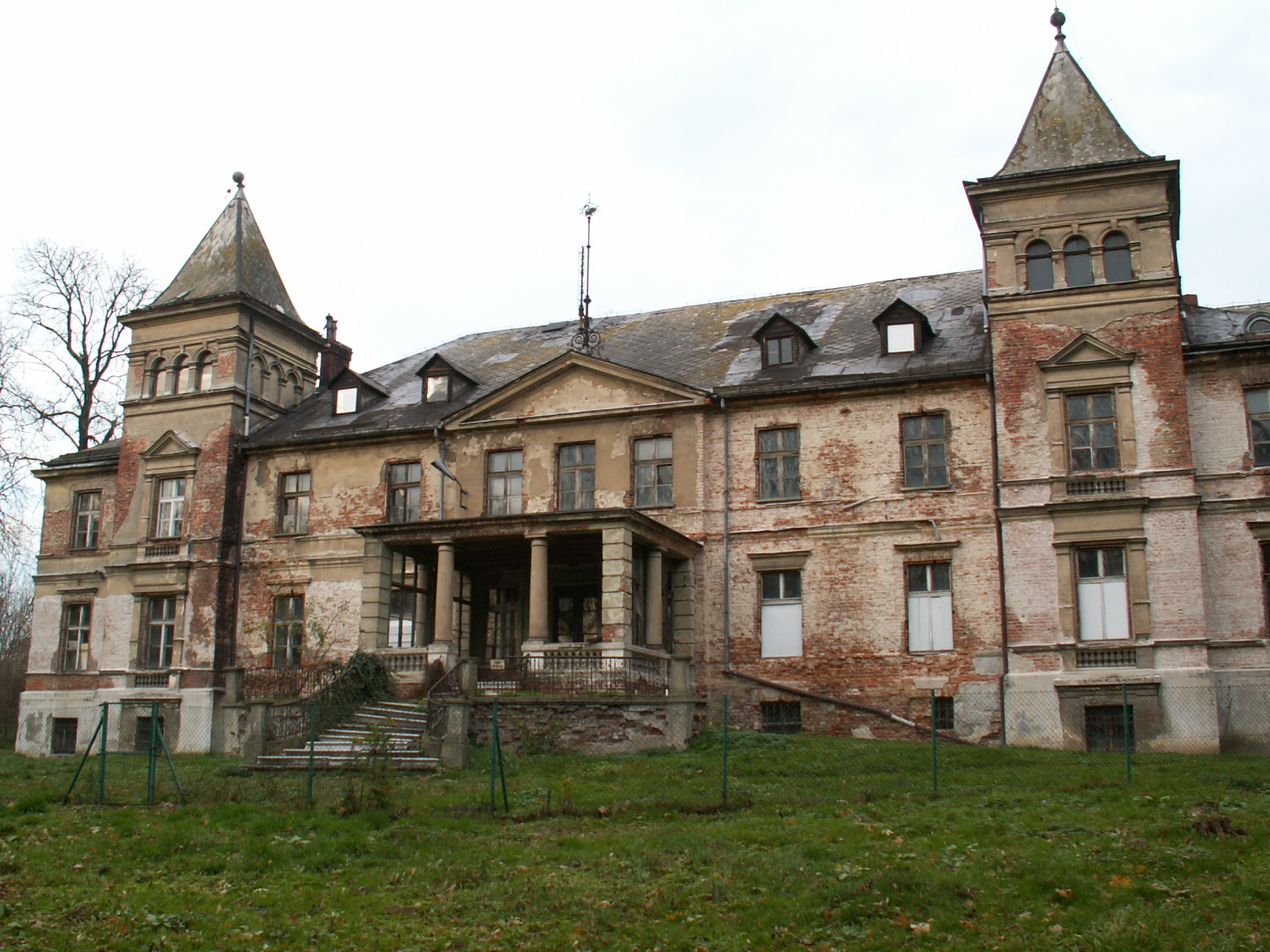
Pałac w 2008 roku
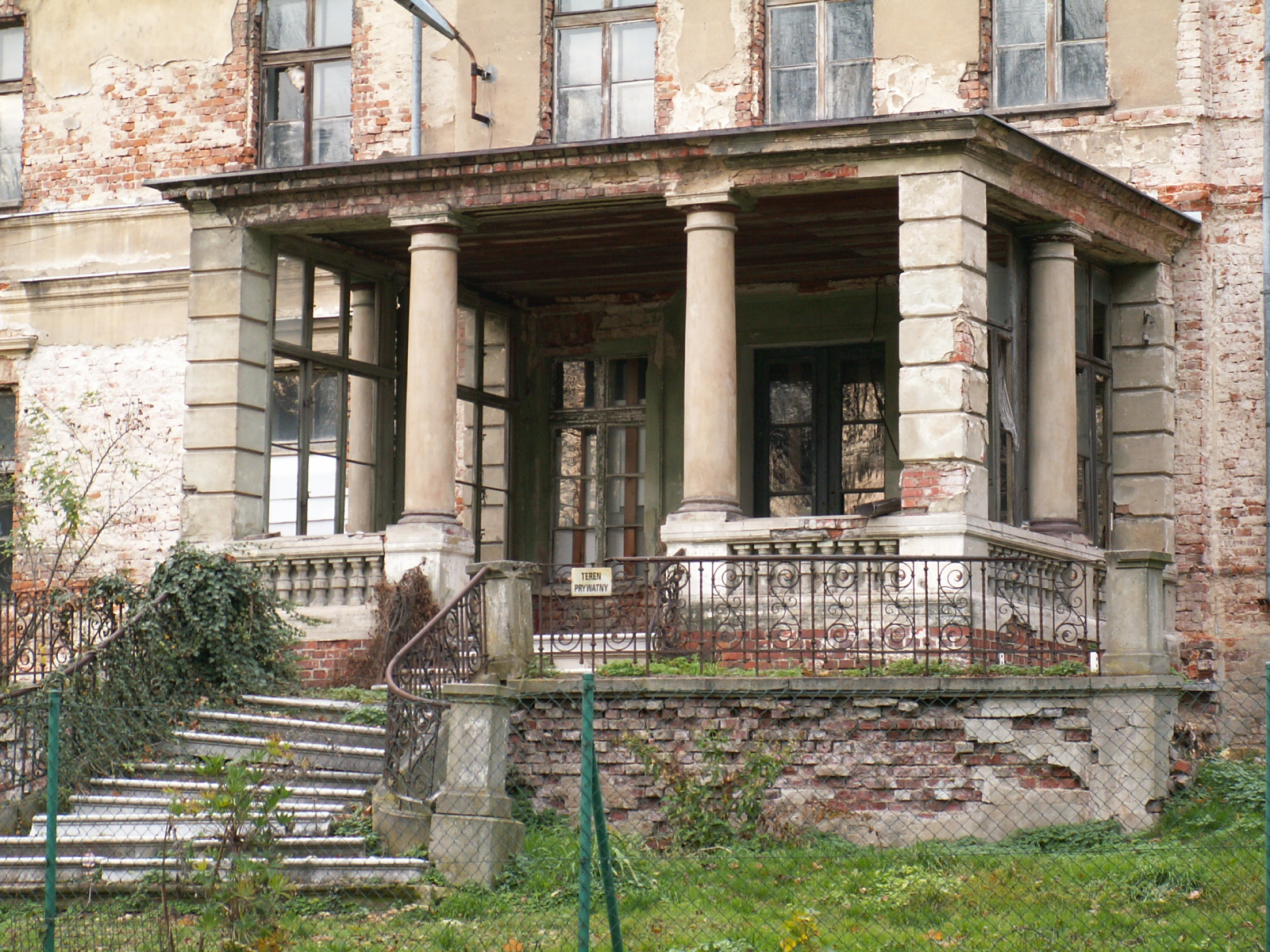
Ganek
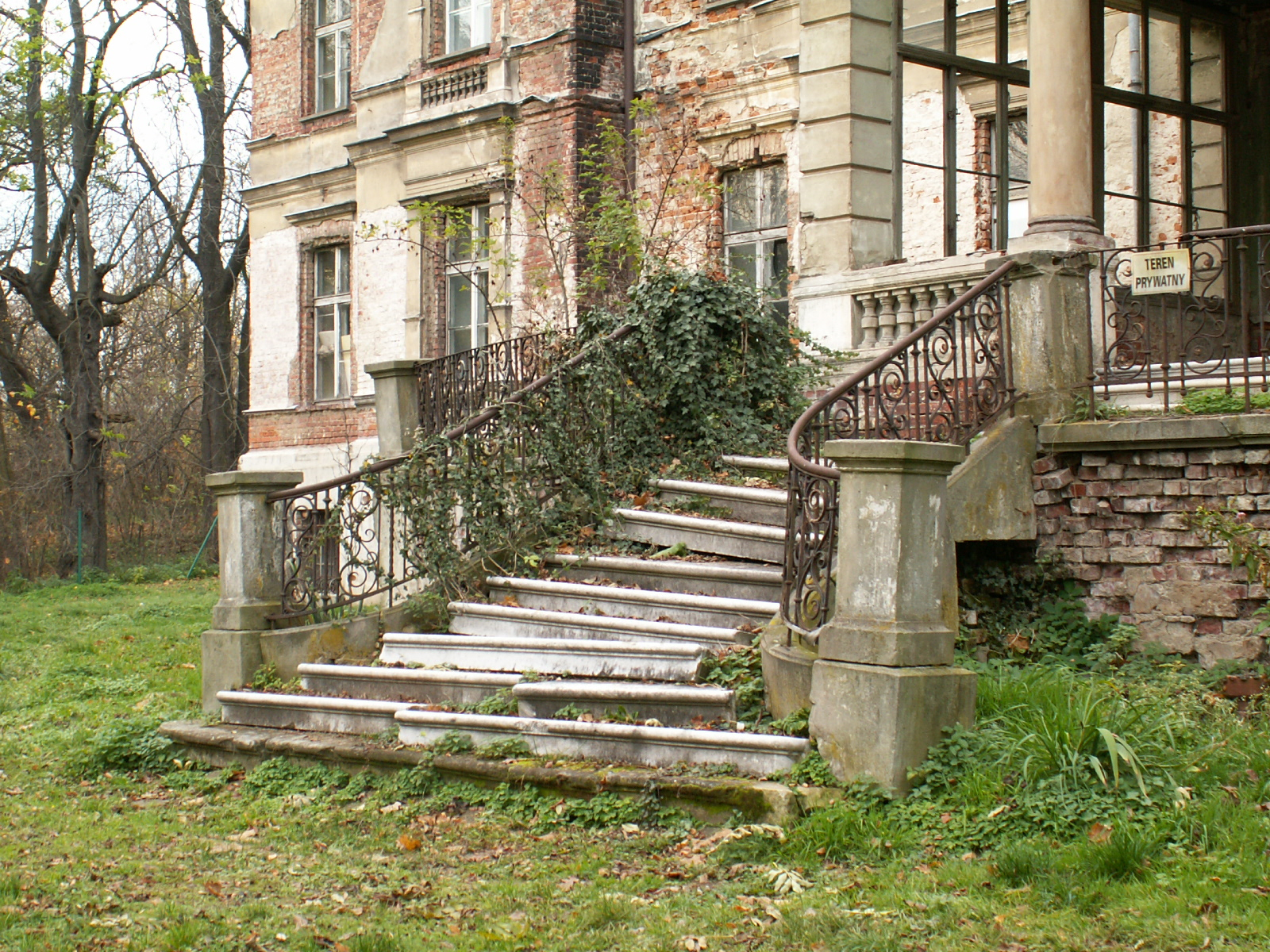
Schody
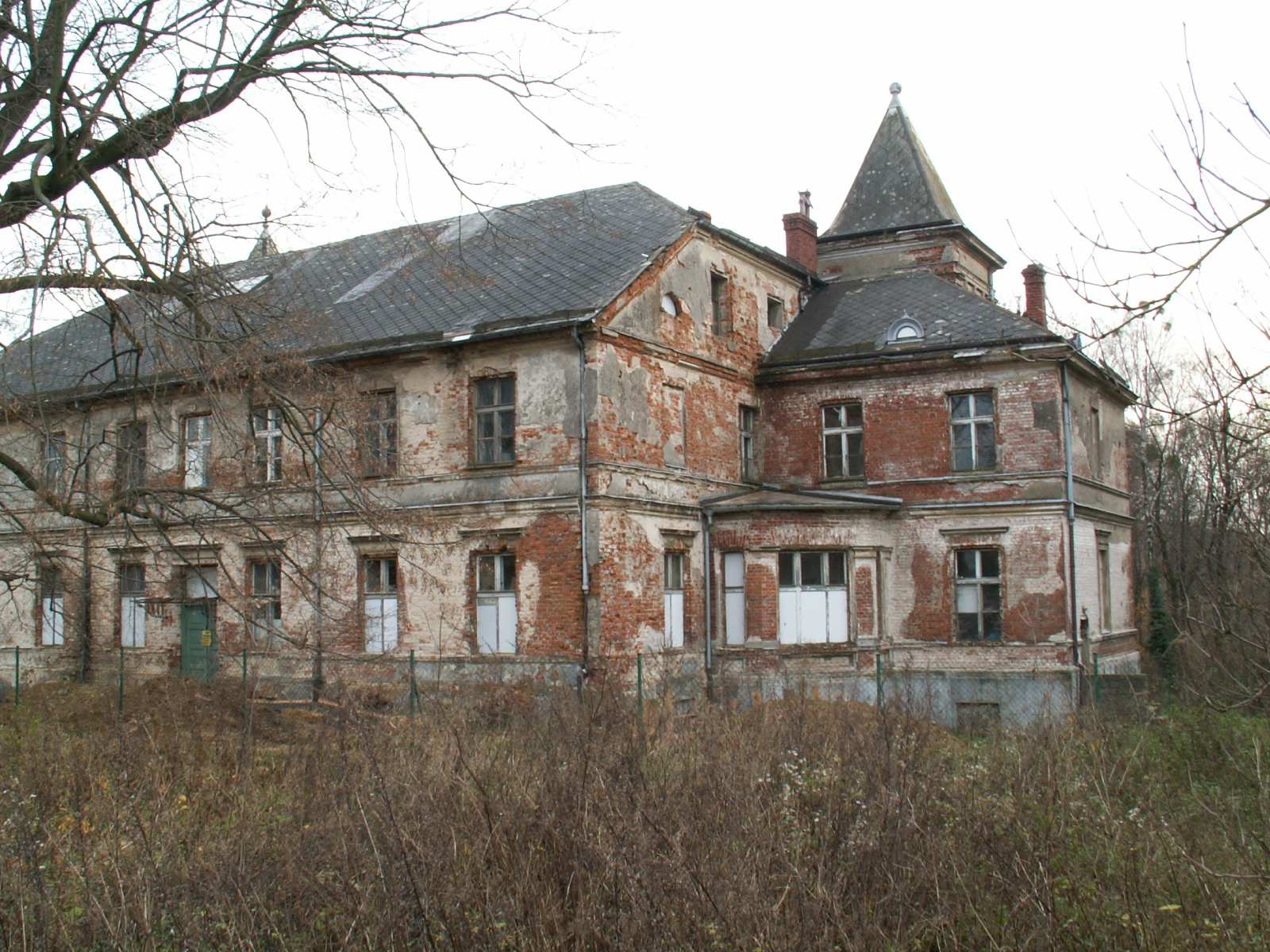
Tył budowli